# Habib Dembélé
Pour les articles homonymes, voir Dembélé.
Habib Dembélé dit « Guimba national », né le 19 avril 1962 à San (Mali), est un acteur, metteur en scène, écrivain et homme politique malien. Il vit à Paris.

## Biographie et formation
Fils d'un fonctionnaire des douanes, Habib Dembélé fait ses études primaires à San et Ségou (Mali). Il obtient le Diplôme d'études fondamentales (DEF), et est diplômé de l’Institut national des arts de Bamako. En 2016, il suit une formation à la maîtrise de la post-synchronisation et au doublage, sous la direction de Sylvie Feit, à l'INA - Institut National de l'Audiovisuel - France

## Carrière artistique
Comédien du Kotéba national, la troupe nationale de théâtre du Mali, Habib Dembélé joue en 1988 et 1989 dans les pièces du dramaturge Ousmane Sow avec lequel le comédien malien Michel Sangaré et lui-même créeront plus tard la Compagnie Guakoulou, une compagnie de théâtre privée. En 1998, il crée la Compagnie Mandeka avec Sotigui Kouyaté et Jean-Louis Sagot-Duvauroux, puis sa propre structure : « la Compagnie Guimba national ». Au cinéma, il multiplie les interprétations, surtout depuis les années 1990, jouant notamment pour Cheick Oumar Sissoko, Mahamadou Cissé, Dani Kouyaté, Ousmane Sembène, Abderrahmane Sissako, Salif Traoré, ou Daouda Coulibaly.

## Théâtre
- 1983 : Les Tondjons, de Samba Niaré
- 1986 : L'Étrange Destin de Wangrin, d’Amadou Hampaté Bâ
- 1987 : La Hyène à jeun, de Massa Makan Diabaté
- 1988 : Wari, d'Ousmane Sow (en langue bambara)
- 1989 : Férékégna Kamibougou, de Ousmane Sow (en langue bambara)
- 1995 :
  - Macadam Tribu, de Meca Laplaine
  - Louanse, d'Ousmane Sow
- 1997 : À vous la nuit, de et avec Habib dembélé, mise en scène de Habib Dembélé   (Conte théâtralisé, joué sur trois continents)
- 1986 : Finzan, de Cheick Oumar Sissoko
- 1998 : Antigone, de Sophocle, adaptation de Habib Dembélé et de Jean-Louis Sagot-Duvauroux, mise en scène de Sotigui Kouyaté
- 2002 :
  - Le Papalagui, d'après Erich Scheurmann, mise en scène d'Hassane Kassi Kouyaté (Tournée internationale)
  - Hamlet, rôle de Polonius, Mise en scène de Peter Brook (Tournée internationale)
- 2003 : Le Pont, de Laurent Van Wetter, mise en scène de Sotigui Kouyaté (Suisse, et France)
- 2004 : Tierno Bokar, d'après Amadou Hampaté Bâ, mise en scène de Peter Brook (Tournée internationale)
- 2006 Sizwe Banzi est mort, d'Athol Fugard, mise en scène de Peter Brook  (Théâtre des Bouffes du Nord, Paris, et tournée internationale)
- 2009 Kanouté ka visa ko, (en langue bambara), de et avec Habib Dembélé, premier faiseur de One man Show au Mali
- 2009 "Médée", de Max Rouquette, traduction des chœurs en bambara par Habib Dembélé et Odile Sankara, (Théâtre des Amandiers - Nanterre
- 2011 :
  - The Island, d'après Athol Fugard, mise en scène Hassane Kassi Kouyaté     (Tournée internationale)
  - Bab et Sane, de René Zahnd, mise en scène de Jean-Yves Ruf (Tournée internationale)
- 2014 : L'Œil du loup, d'après Daniel Pennac, mise en scène de Clara Bauer, en France et en Italie
- 2015 :
  - De la parole à l’écrit, tournée au Mali dans le cadre de l'OIF Organisation Internationale de la Francophonie
  - À vous la nuit, à Montréal (Canada), et à Paris (France)
  - Journées Théâtres Guimba national - 1ère édition, à Bamako (Mali)
  - The Island, et Le Papalagui, Tournée en Martinique
  - Festival sur le Niger, à Ségou (Mali)
- 2016 :  
  - Pour le revivre ensemble, Tombouctou (Mali)
  - Masterclass, EVA-École Voie de l'acteur (France)
  - Alliances-Mali Marseille (France)
  - Sounjata, de Alexis Martin, Montréal (Canada)
  - Kanuté Visa Ko, Ségou (Mali)
  - Journées Théâtrales Guimba national - 2ème édition, Bamako (Mali) « La Comédie au service de la réconciliation »
  - Sabounyouman Bamako (Mali)
  - Dioro Fali Bamako (Mali)
  - 52, la bonne à tout faire Bamako (Mali)
  - Sounjata, de Alexis Martin, création mondiale à Marrakech (co-production Canada/Mali/Maroc)
  - À vous la nuit, tournée en Suisse
  - Festival sur le Niger à Ségou (Mali)
- 2017 :
  - De la Démocratie, d'après Tocqueville, texte et mise en scène de Laurent Gutmann, tournée en France et au Luxembourg.
  - Journées Théâtrales Guimba national - 3ème édition, Bamako (Mali) "Le théâtre pour lutter contre l'émigration clandestine"
  - The Island, de Athol Fugard, mise en scène Hassane Kassi Kouyaté, au MAPAS (Mercado de las Artes Performativas del Atlántico Sur) (Ténérife - Espagne).
  - De la Démocratie, d'après Tocqueville, texte et mise en scène de Laurent Gutmann, création, Le Granit - Scène Nationale de Belfort (France)
  - Pauvres gens, gens pauvres, monothéâtre co-écrit par Habib Dembélé et Françoise Wasservogel, Interprétation et mise en scène de Habib Dembélé, Festival sur le Niger (Mali)
- 2018
  - Journées Théâtrales Guimba national - 4ème édition, Bamako (Mali)
  - De la Démocratie, d'après Tocqueville, texte et mise en scène de Laurent Gutmann, Le Théâtre 71 - Scène Nationale de Malakoff (92- France)
  - Le Fabuleux Destin de Amadou Hampâté Bâ, texte de Bernard Magnier, mise en scène de Hassane Kassi Kouyaté. Production Le Tarmac, la scène internationale francophone. Tournée en France. MAPAS (Mercado de las Artes Performativas del Alantico Sur) édition 2018.
- 2019    
  - Kanuté Visa Ko, (en langue bambara), onemanshow de et par Habib Dembélé, Kayes (Mali)
  - The Island, de Athol Fugard, mise en scène Hassane Kassi Kouyaté, Festival Nómada de Cultura Africana - Harmatán (Espagne)
  - Le Fabuleux destin de Amadou Hampâté Bâ, de Bernard Magnier, mise en scène Hassane Kassi Kouyaté, Festival Afrique en Création, Prague (Tchéquie)
  - De Kaboul à Bamako, spectacle par Ethical Fashion Initiative, Commission européenne et Compagnie MIA, à Bozar-Bruxelles(Belgique).
  - Journées Théâtrales Guimba national - 5ème édition, Bamako (Mali)
  - Un amour exemplaire, adaptation théâtrale de la bande dessinée de Florence Cestac et Daniel Pennac, Mise en scène de Clara Bauer

- 2020 
  - Kanuté ka visa ko, onemanshow de et par Habib Dembélé, première mondiale en français, Kunstfest 2020-Weimar (Allemagne)
  - Mon Frère, adaptation théâtrale du roman de Daniel Pennac par Clara Bauer, Daniel Pennac, Margot Simonney. Mise en scène de Clara Bauer

- 2021 
  - Dissection d'une Chute de Neige, de Sara Stridsberg, mise en scène de Christophe Rauck. Théâtre du Nord (Lille-France), Théâtre des Amandiers (Paris), tournée en France.
  - Ho Visto Maradona, mise en scène de Clara Bauer, Campania Teatro Festival (Naples, Italie
- 2022
  - Bartleby, mon Frère, de Daniel Pennac, mise en scène Clara Bauer, Théâtre du Rond Point (Paris), Production Compagnie Mia, Coproduction Il Funaro - Italie, Ville du Mans-France
- 2023
  - Le Iench, de Eva Doumbia, mise en scène Eva Doumbia, Production déléguée Théâtre du Nord CDN Lille, tournée en France
  - Le Fabuleux destin de Amadou Hampâté Bâ, de Bernard Magnier, mise en scène Hassane Kassi Kouyaté, lors de la 19ème édition du Festival sur le Niger (Ségou - Mali), et au "Festival du Théâtre africain" à Rabat (Maroc).
  - The Island, d'après Athol Fugard, mise en scène Hassane Kassi Kouyaté, au Festival Internacional de Teatro Progresista 2023, à Caracas (Vénézuela).
  - La Balade de Guimba, soirée de contes orchestrée par Clara Bauer, Compagnie MIA, Le Mans (72-France).
  - Le 11 septembre de Salvador Allende, pièce écrite par le dramaturge franco-chilien Oscar Castro, Théâtre Aleph (Ivry-sur-Seine - 94 France)

- 2024
  - Dissection d'une Chute de Neige,  de Sara Stridsberg, mise en scène par Christophe Rauck. Reprise au Théâtre des Amandiers (Nanterre). Tournée à Rennes (Théâtre national de Bretagne), à Angers (Le Quai)  et à Montpellier (Domaine d'O).
  - Le Iench, de Eva Doumbia, mise en scène Eva Doumbia, Production déléguée Théâtre du Nord CDN Lille, Reprise au Théâtre Public de Montreuil (Centre dramatique national)
  - Le 11 septembre de Salvador Allende, pièce écrite par le dramaturge franco-chilien Oscar Castro, Reprise au Théâtre Aleph (Ivry-sur-Seine - 94 France)
  - La Nuit des Griots, conteur, "De l’Empire mandingue à l’Empire ashanti / Ballaké Sissoko - Ballaké Sissoko Orkestra - Osei Korankye - Seperewa Agofoma", Philharmonie de Paris.
  - La Balade de Guimba, récitant griot de contes initiatiques de la région du Mandé, accompagné par Ballaké Sissoko et son ensemble de koras, Cité de la Musique Paris.

## Filmographie
- 1993 : Guimba le Tyran de Cheick Oumar Sissoko (Prix Etalon de Yennenga, Fespaco 1995)
- 1993 : Lala ni Binefou (court métrage TV) de Mahamadou Cissé
- 1994 : Filon d’or de Sidi Diabaté
- 1996 : Macadam Tribu de José Zeka Laplaine
- 1999 :  La Genèse de Cheick Oumar Sissoko, (Prix RFI Cinéma du public, Fespaco en 2001)
- 2000 : En Afrique… c’est la mémoire qui chante de Damien Molineaux & Thibaut Kahlbacher
- 2001 : Demain et tous les jours après, de Bernard Stora ( TV- Arte - "Masculin et Féminin" )
- 2002 : Sia, le rêve du python de Dani Kouyaté
- 2004 : Moolaadé de Ousmane Sembène
- 2005 : Les Aventures de Séko Boiré (Première série de l’ORTM, la télévision nationale du Mali, et l’une des premières séries  de l’Afrique de l'Ouest. Habib Dembélé en est l’initiateur, scénariste et acteur principal)
- 2006 : Bamako d'Abderrahmane Sissako
- 2007 : Faro, La Reine des Eaux de Salif Traoré
- 2009 : Star et Immigré de David Helf et Eva Santamaria
- 2009 : Il était une fois l’Indépendance (Nziri Nin Kera Yeramahoronya Waati), de Daouda Coulibaly (Voix off)
- 2009 : Les Nuits du Kotéba de Christian Lajoumard
- 2009 : Quand la ville mord de Dominique Cabrera
- 2010 : En attendant le vote de Missa Hébié
- 2013 : Tugal de Ousmane Darry (Sénégal)
- 2013 : Rapt a Bamako de Cheick Oumar Sissoko (Mali)
- 2013 : Laurent et Safi de Anton Vassil (France)
- 2014 : Feu mon corps de Stéphanie Lagarde (France)
- 2015 : Wùlu de Daouda Coulibaly (Mali)
- 2016 : Wallay de Berni Goldblat (Burkina Faso)
- 2021 : OSS 117 : Alerte rouge en Afrique noire de Nicolas Bedos (France)
- 2024 : Comme un Prince, d'Ali Marhyar, co-écrit avec Julien Guetta. Film présenté en avant-première mondiale au Festival du cinéma méditerranéen de Montpellier 2023 (France)
- 2024 : Ici et là-bas, de Ludovic Bernard, avec Ahmed Sylla, Hakim Jemili
- 2024 : Sans banc fixe, court, de Galiam Bruno Henry,  scénario de Maryline Mahieun.

## Œuvres

### Essais et théâtre
- 1988 : Les Tueurs de Margouillats
- 1989 : Le Chantier, Éditions Maria Graphique
- 1990 : Sacré Kaba, Éditions Maria Graphique
- 1998 : Foura (Opéra en langue bambara)
- 1998 : Antigone (co-adaptation avec Jean-Louis Savodivoro), Éditions La Dispute
- 2008 : Un artiste dans la ville (Être ou ne pas naître), Éditions L’Harmattan
- 2011 : À vous la nuit (ou la Fidélité cravachée), suivi de Jura de Jurabugu, Éditions Edilivre
- 2017 : Pauvres gens, gens pauvres, monothéâtre co-écrit par Habib Dembélé et Françoise Wasservogel

### Poésie
- Regards

## Récompenses
- 1983 : Prix du Meilleur acteur, Semaine nationale des Arts et de la Culture de Bamako (Mali) [1]
- 1985 : Porte Parole de la jeunesse de tous les pays francophones (Jeux de la Francophonie, Côte d’Ivoire)
- 1997 : Chevalier de l’Ordre national du Mali.
- 1998 : Prix du meilleur spectacle vivant pour A vous la Nuit (RFI)
- Prix du Meilleur second rôle (Festival de films, Afrique du Sud)
- Les Aventures de Séko, 1er prix de la fiction vidéo, au FESPACO (Ouagadougou)
- 2001 : Membre du Jury des Jeux de la Francophonie, à Ottawa (Canada)
- 2007 : Officier de l'Ordre national du Mali
- 2014 : Parrain du « Fish Mali », le Festival international de Slam et humour
- MASA (Marché des arts du spectacle africain) à Dakar (Sénégal)
- 2016 : Commandeur de l'Ordre national du Mali
- 2022 : Hommage lui est rendu par "Les Journées Théâtrales de Carthage" (JTC)(Tunisie) pour son parcours professionnel dans le Monde du théâtre africain et du Monde Arabe.Il reçoit le Tanit honorifique.
- 2023 : Hommage lui a été rendu par "Le Festival du Théâtre africain" à Rabat (Maroc) qui a pour ambition de "mettre en lumière la richesse et la diversité du théâtre africain contemporain".

## Politique
En 2002, il est candidat à l'élection présidentielle malienne,.